# Scrobicularia cottardii
Scrobicularia cottardii is een tweekleppigensoort uit de familie van de Semelidae. De wetenschappelijke naam van de soort is voor het eerst geldig gepubliceerd in 1826 door Payraudeau.